# Anestezjologia

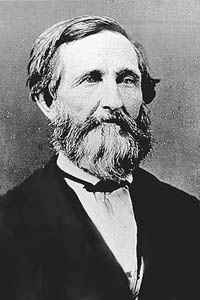
Pionier anestezjologii – Crawford W. Long

Anestezjologia – priorytetowa dziedzina medycyny zajmująca się przygotowaniem pacjenta do operacji, przeprowadzaniem i kontrolą znieczulenia. Wchodzi w zakres specjalizacji lekarskiej anestezjologia i intensywna terapia, obejmującej poza tym intensywną terapię, szczególnie diagnostykę i leczenie ostrych niewydolności narządowych, diagnostykę i leczenie bólu ostrego oraz przewlekłych zespołów bólowych, a także postępowanie ratownicze w stanach nagłego zagrożenia życia z wykonywaniem czynności resuscytacyjnych. W Polsce anestezjologia i intensywna terapia jest jedną ze specjalizacji lekarskich, która trwa 6 lat. Jest to jedna z wzajemnie uznawanych specjalizacji w krajach Unii Europejskiej. W Polsce konsultantem krajowym anestezjologii i intensywnej terapii od 13 czerwca 2024 roku jest prof. dr hab. n. med. Katarzyna Kotfis.